# Moshe Levi
Moshe Levi (în ebraică משה לוי; n. 18 aprilie 1936, Tel Aviv, Palestina sub mandat britanic – d. 8 ianuarie 2008, Afula, Districtul de Nord, Israel) a fost un general  israelian. A îndeplinit funcția de șef al Marelui Stat Major al Armatei Israeliene în perioada 1983-1987.
În perioada 1977-1981, generalul Moshe Levi a fost comandant al Armatei de Centru a Israelului.